# یواس‌اس ماتاگوردا (ای‌وی‌پی-۲۲)
یواس‌اس ماتاگوردا (ای‌وی‌پی-۲۲) (به انگلیسی: USS Matagorda (AVP-22)) یک کشتی بود که طول آن ۳۱۱ فوت ۸ اینچ (۹۵٫۰۰ متر) بود. این کشتی در سال ۱۹۴۱ ساخته شد.